# Nöbdenitz
Nöbdenitz är en ortsteil i staden Schmölln i Landkreis Altenburger Land i förbundslandet Thüringen i Tyskland. Nöbdenitz var en kommun fram till 1 januari 2019 när den uppgick i Schmölln. Kommunen Nöbdenitz hade 857 invånare 2018.